# Textrix
Textrix Sundevall, 1833 é um género de aranhas araneomorfas pertencentes à família Agelenidae, com distribuição natural no Paleártico.

## Espécies
O género Textrix inclui as seguintes espécies:
- Textrix caudata L. Koch, 1872
- Textrix chyzeri de Blauwe, 1980
- Textrix denticulata (Olivier, 1789)
- Textrix intermedia Wunderlich, 2008
- Textrix nigromarginata Strand, 1906
- Textrix pinicola Simon, 1875
- Textrix rubrofoliata Pesarini, 1990